# Natsuzuki (1944)
Natsuzuki (jap. 夏月  pol.  "letni księżyc") — japoński wielki niszczyciel z okresu II wojny światowej, typu Akizuki.

## Historia
"Natzuzuki" należał do serii wielkich niszczycieli typu Akizuki, zaprojektowanych specjalnie jako okręty obrony przeciwlotniczej, których główne uzbrojenie stanowiło 8 nowych dział uniwersalnych kalibru 100 mm, o świetnych charakterystykach balistycznych, lecz umiarkowanie skutecznym systemie kierowania ogniem.  
Stępkę pod budowę okrętu położono 1 maja 1944 w stoczni Marynarki w Sasebo, kadłub wodowano 2 grudnia 1944, a okręt wszedł do służby 8 kwietnia 1945, jako ostatni ukończony okręt typu. Nazwa, podobnie jak pozostałych niszczycieli tej serii, związana była z Księżycem i  oznaczała "Letni Księżyc". 

## Służba
Po wejściu do służby w kwietniu 1945 jego załoga szkoliła się na wodach Japonii w składzie 11. Flotylli Niszczycieli. 25 maja 1945 został przydzielony do 41. dywizjonu niszczycieli 31. Flotylli Eskortowej. Nie brał udziału w działaniach bojowych. 16 czerwca 1945 został uszkodzony w rejonie Sasebo na minie lotniczej, nie ukończony remont do końca wojny. Po wojnie służył do transportu repatriantów. 
25 sierpnia 1947 został przekazany Wielkiej Brytanii w ramach reparacji, lecz nie wszedł do służby, ale po zbadaniu przez specjalistów został złomowany w 1948 w Uraga w Japonii.
Dowódca:
- kmdr por Shigeru Nishino (kwiecień 1945 - wrzesień 1945)

## Dane techniczne
- zapas paliwa: 1097 t.

### Uzbrojenie i wyposażenie
- 8 dział 100 mm Typ 98 w wieżach dwudziałowych (4xII).
  - długość lufy - L/65 (65 kalibrów), kąt podniesienia - 90° donośność - 19.500 m (pozioma), 14.700 m (maks. pionowa), masa pocisku - 13 kg. Zapas amunicji - po 300 nabojów.
- system kierowania ogniem artylerii głównej: dwa 4,5-metrowe dalmierze stereoskopowe (na nadbudówce dziobowej i rufowej) z przelicznikiem artyleryjskim Typ 94.
- urządzenia kierowania ogniem artylerii plot: 2,5-metrowy dalmierz, dwa 1,5 metrowe dalmierze
- szumonamiernik
- radar: dozoru ogólnego model 21 lub dozoru ogólnego model 22 i/lub dozoru powietrznego model 13